# Brindisi (âm nhạc)

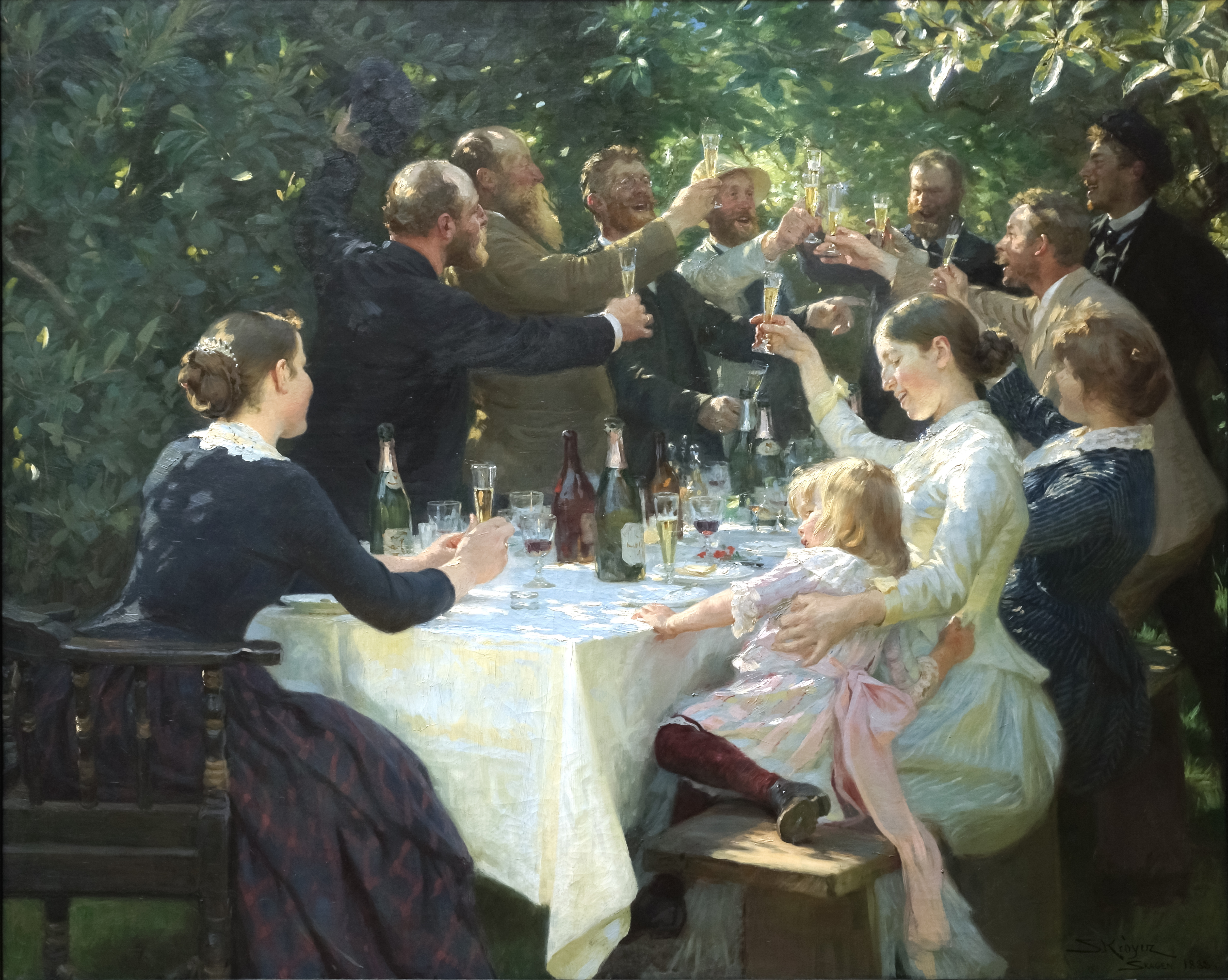
Hip, Hip, Hurrah! của họa sĩ người Đan Mạch P. S. Krøyer, 1888

Brindisi là một tửu khúc thường được hát lên để cùng nâng ly trong những bữa chè chén.
Từ brindisi là một từ tiếng Ý, nhưng nguồn gốc của nó là từ một thành ngữ tiếng Đức cổ: (ich) bring dir's ─ "tôi mời bạn", mà trước kia từng được dùng để mở đầu cho lời chúc rượu. Sự du nhập cụm từ này vào tiếng Ý hiện nay có lẽ bởi sự ảnh hưởng của tên gọi tương tự của thành phố Brindisi, tuy nhiên về mặt từ nguyên học thì giữa 2 từ này không có mối liên hệ gì.
Brindisi thường được dùng trong opera, thường thì một nhân vật mở đầu lời chúc rượu bằng cách đơn ca một giai điệu, và đến đoạn điệp khúc cùng đồng diễn.
Một số đoạn brindisi trong opera nổi tiếng:
- "Libiamo ne' lieti calici", do Alfredo và Violetta hát ở màn một trong vở La traviata của Verdi.
- "Viva, il vino spumeggiante", do Turiddu hát ở cảnh 2 trong vở Cavalleria rusticana của Mascagni
- "Il segreto per esser felici", do Orsini hát ở màn 2 trong vở Lucrezia Borgia của Donizetti.
- "Inaffia l'ugola!", do Iago hát ở màn một trong vở Otello của Verdi.
- "Si colmi il calice", do Lady Macbeth hát ở màn 2 trong vở Macbeth của Verdi.
- "The Tea-Cup Brindisi", ở phần kết của màn một trong vở The Sorcerer của Gilbert và Sullivan